# Station Tullinge
Tullinge is een station van het stadsgewestelijk spoorwegnet van Stockholm in de gemeente Salem op 19,3 kilometer ten zuiden van Stockholm C.

## Geschiedenis
De oorspronkelijke plaatselijke treinhalte werd geopend toen de route op 21 januari 1903 dubbelsporig werd en lag ongeveer 1,3 km verder naar het zuiden. Op 1 juni 1969 werd het station verplaatst van de locatie tussen twee tunnels ten zuiden van de Tullingesjön en ten noorden van de Hamragroeve naar de huidige locatie. De restanten van het oorspronkelijke zijn nog steeds zichtbaar door hekken die zichtbaar zijn vanaf de Huddingevägen en de onderdoorgang met trappen tussen de sporen. Het oude pakhuis van het station werd in 1966 verplaatst naar de hoeve Trädgårdstorp.
De gebouwen werden steeds meer geconcentreerd in Banslätt en de verplaatsing van het station kwam dan ook snel ter sprake toen de voorstadsdiensten in 1967 werden overgedragen aan Storstockholms Lokaltrafik. Het was ook de bedoeling dat het nieuwe station Banslätt zou gaan heten. Dit werd echter niet uitgevoerd en het nieuwe station nam de naam van het oude over.
Begin 2015 werden de tunnels naast het station gerenoveerd. De gemeente installeerde witte panelen, ledverlichting en gewone verlichting. Het station werd toen opgesierd met wandpanelen met landschappen en teksten van Alice Tegnér.

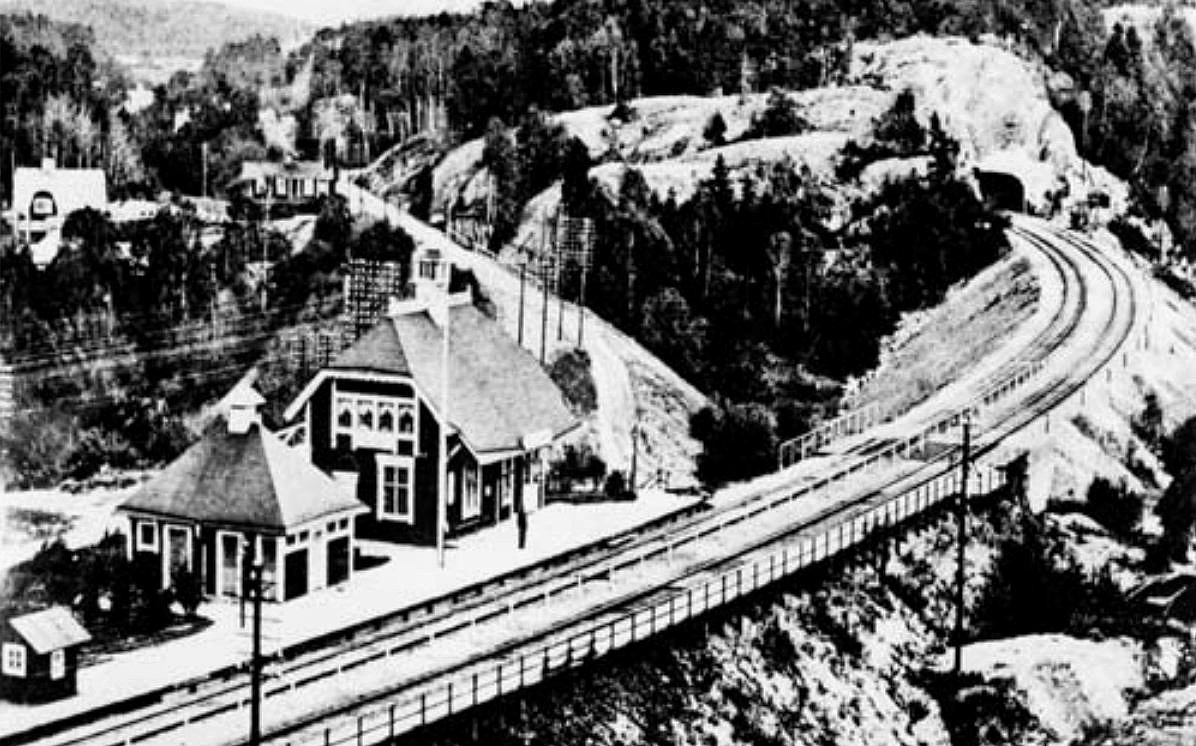
het oude station van Tullinge.
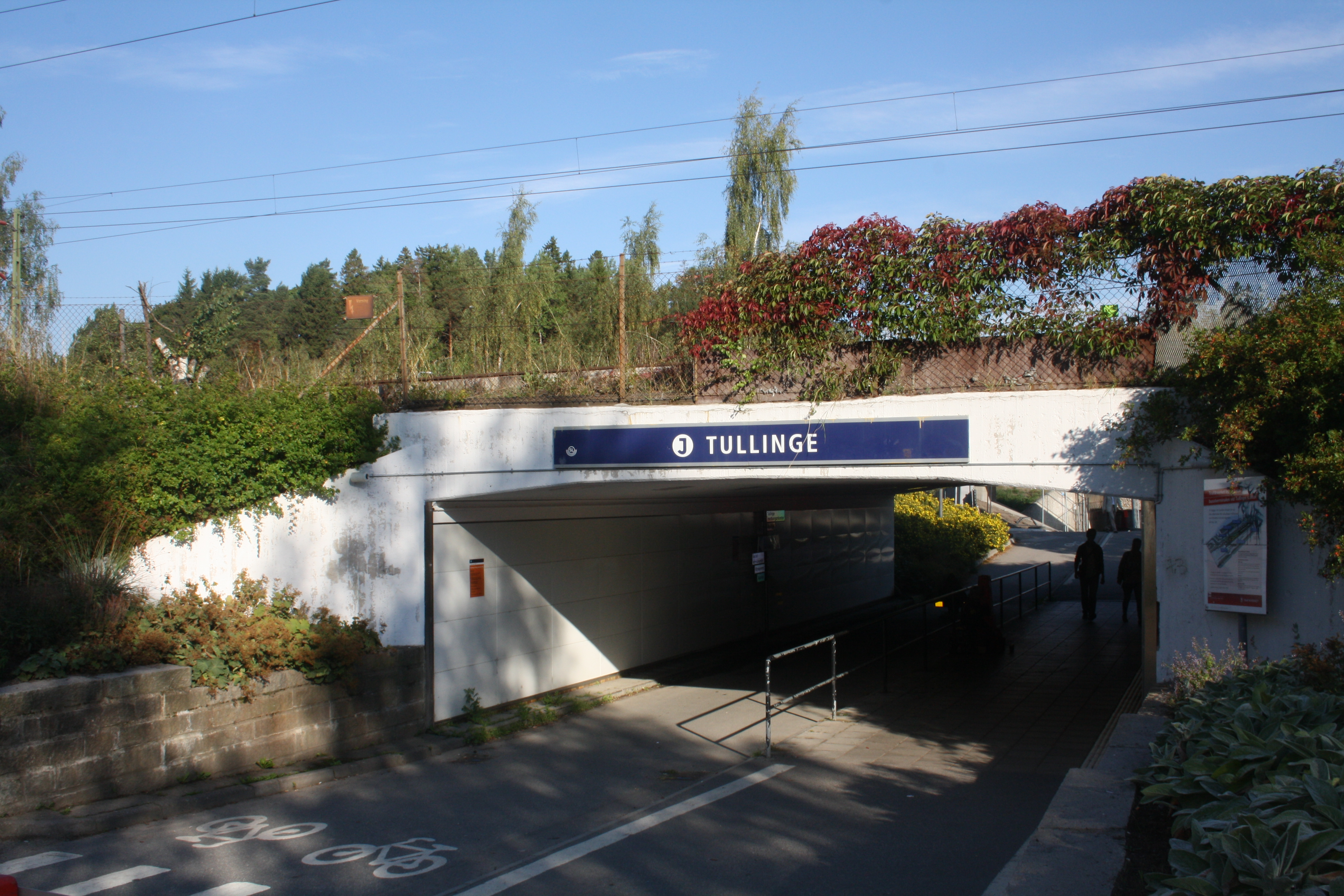
De ingang van het station.
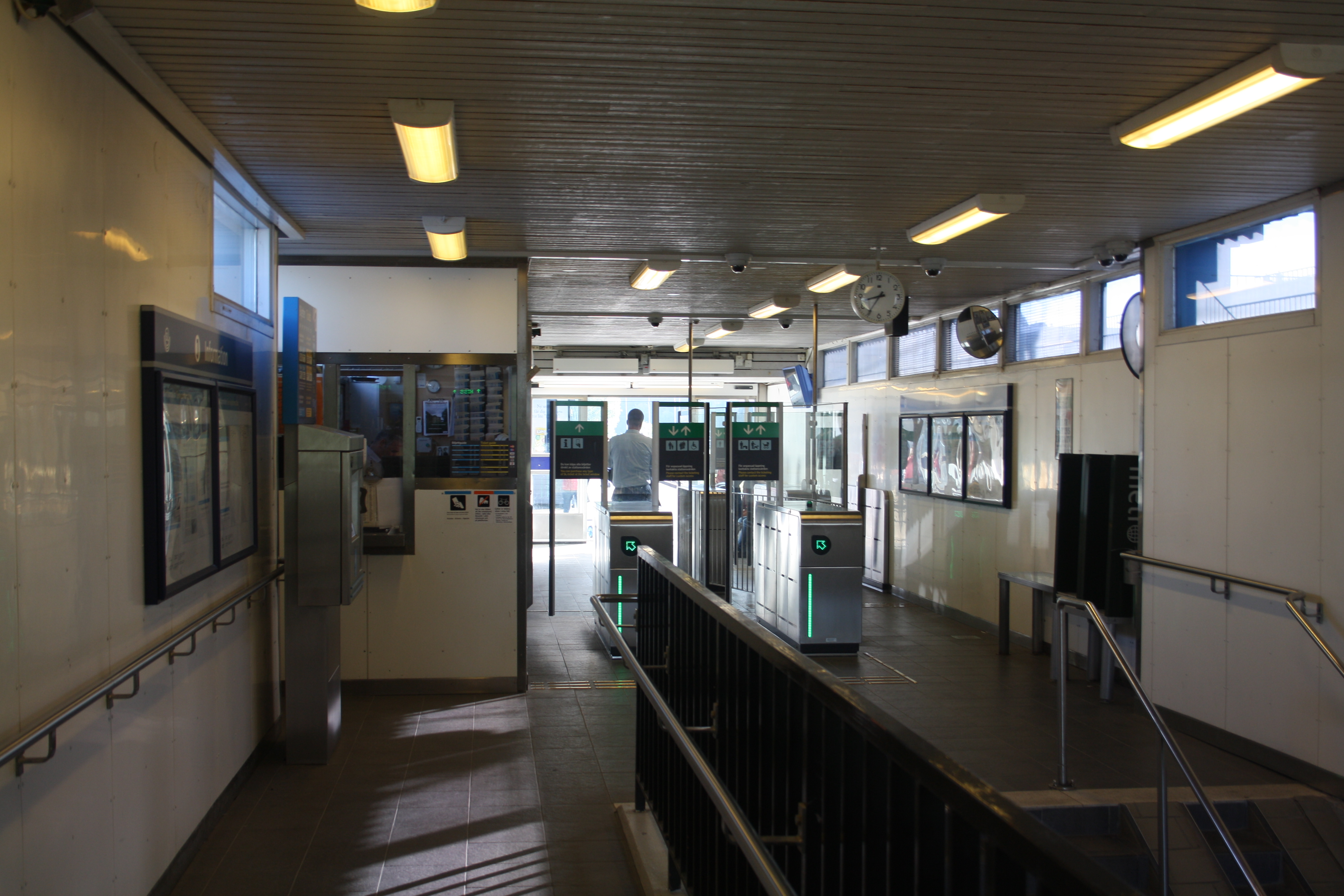
De stationshal.

## Ligging en inrichting
Het station heeft een eilandperron met een stationshal aan de westkant op het perron. De stationshal is toegankelijk vanuit een voetgangerstunnel. Er zijn ongeveer 310 parkeerplaatsen in de buurt van station Tullinge, alsmede twee bushaltes, Tullinge station en Tullinge station södra.
In de politiek bestaat er overeenstemming over de bouw van een nieuwe ingang aan het oosteinde van het perron. De gemeente heeft gesprekken gevoerd met SL, dat alle forensentreinstations in Stockholm beheert, over het bouwen van een tweede ingang en het renoveren van de bestaande ingang. Het station kent ongeveer 4.400 instappers/dag (2015).